# Ebenezer i Tórshavn
Ebenezer i Tórshavn är den största frikyrkolokalen på Färöarna.
Brøðrasamkomans första möteslokal, vid Tinghúsvegin i Tórshavn, byggdes 1879 på anmodan av evangelisten William G Sloan.
Sedan man växt ur denna sal byggde man i början av 1900-talet en ny lokal, som fick namnet Ebenezer och togs i bruk den 17 juli 1905. Byggnaden monterades ned 1963 och flyttades till Saltangará, där den återuppbygdes under namnet Berøa. 
Den nuvarande Ebenezerkyrkan invigdes den 6 september 1963 och genomgick 2006 en omfattande renovering och tillbyggnad.
Namnet Ebenezer är hebreiskt och är taget från Samuelsböckerna närmare bestämt från Första Samuelsboken (1: 4, 1 och 7:12) i Bibeln.